# ملیسا سیدمان
ملیسا سیدمان (انگلیسی: Melissa Seidemann؛ زادهٔ ۲۶ ژوئن ۱۹۹۰) بازیکن واترپلو اهل ایالات متحده آمریکا است.
وی در مسابقات کشوری و بین‌المللی در مجموع برندهٔ ۱۱ مدال طلا، ۱ مدال برنز شده‌است.